# Rumphia
Rumphia is een geslacht van zee-egels uit de familie Laganidae. De wetenschappelijke naam van het geslacht werd in 1857 gepubliceerd door Pierre Jean Édouard Desor. Als typesoort wees Desor Laganum rostratum Agassiz, 1841 aan, een taxon dat nu de onder de naam Peronella lesueuri rostrata geaccepteerd wordt. Daarmee is de status van deze geslachtsnaam onduidelijk.

## Soorten
- Rumphia elegans Sánchez Roig, 1949 †